# Vemdalens distrikt
Vemdalens distrikt är ett distrikt i Härjedalens kommun och Jämtlands län. Distriktet ligger omkring Vemdalen i norra Härjedalen.

## Tidigare administrativ tillhörighet
Distriktet inrättades 2016 och utgörs av Vemdalens socken i Härjedalens kommun.
Området motsvarar den omfattning Vemdalens församling hade 1999/2000.

## Tätorter och småorter
I Vemdalens distrikt finns en tätort och en småort.

### Tätorter
- Vemdalen

### Småorter
- Vemhån